# Абсолютный чемпионат России по самбо 2008
Абсолютный чемпионат России по самбо 2008 года прошёл в Рязани 27 сентября.

## Медалисты
| Весовая категория | Золото                 | Серебро                | Бронза                                          |
| ----------------- | ---------------------- | ---------------------- | ----------------------------------------------- |
| Абсолютная        | Виталий Минаков Брянск | Сергей Борискин Рязань | Михаил Старков Екатеринбург Рустам Арсланов Уфа |